# Lancia Aurelia
Pour les articles homonymes, voir Lancia (homonymie) et Aurelia.
 (avril 2023).
Si vous disposez d'ouvrages ou d'articles de référence ou si vous connaissez des sites web de qualité traitant du thème abordé ici, merci de compléter l'article en donnant les références utiles à sa vérifiabilité et en les liant à la section « Notes et références ».
La Lancia Aurelia est une voiture de sport GT du constructeur automobile italien Lancia. Motorisée avec le premier moteur V6 de série du monde, elle est présentée au salon de l'automobile de Turin 1950, et construite en plusieurs versions, à 18419 exemplaires, jusqu'en 1958. Cette automobile de collection mythique est victorieuse de nombreuses compétitions de rallyes avec la Scuderia Lancia, et championne du monde de Formule 1 en 1956 avec sa version Formule 1 Lancia D50-Ferrari D50, avec Juan Manuel Fangio de la Scuderia Ferrari.

## Histoire
Ce modèle emblématique de la marque est conçu par Gianni Lancia (en) (fils héritier du fondateur de la marque Vincenzo Lancia), par l'ingénieur en mécanique et chef-designer Lancia Vittorio Jano, et par le designer Mario Boano de Ghia,,.

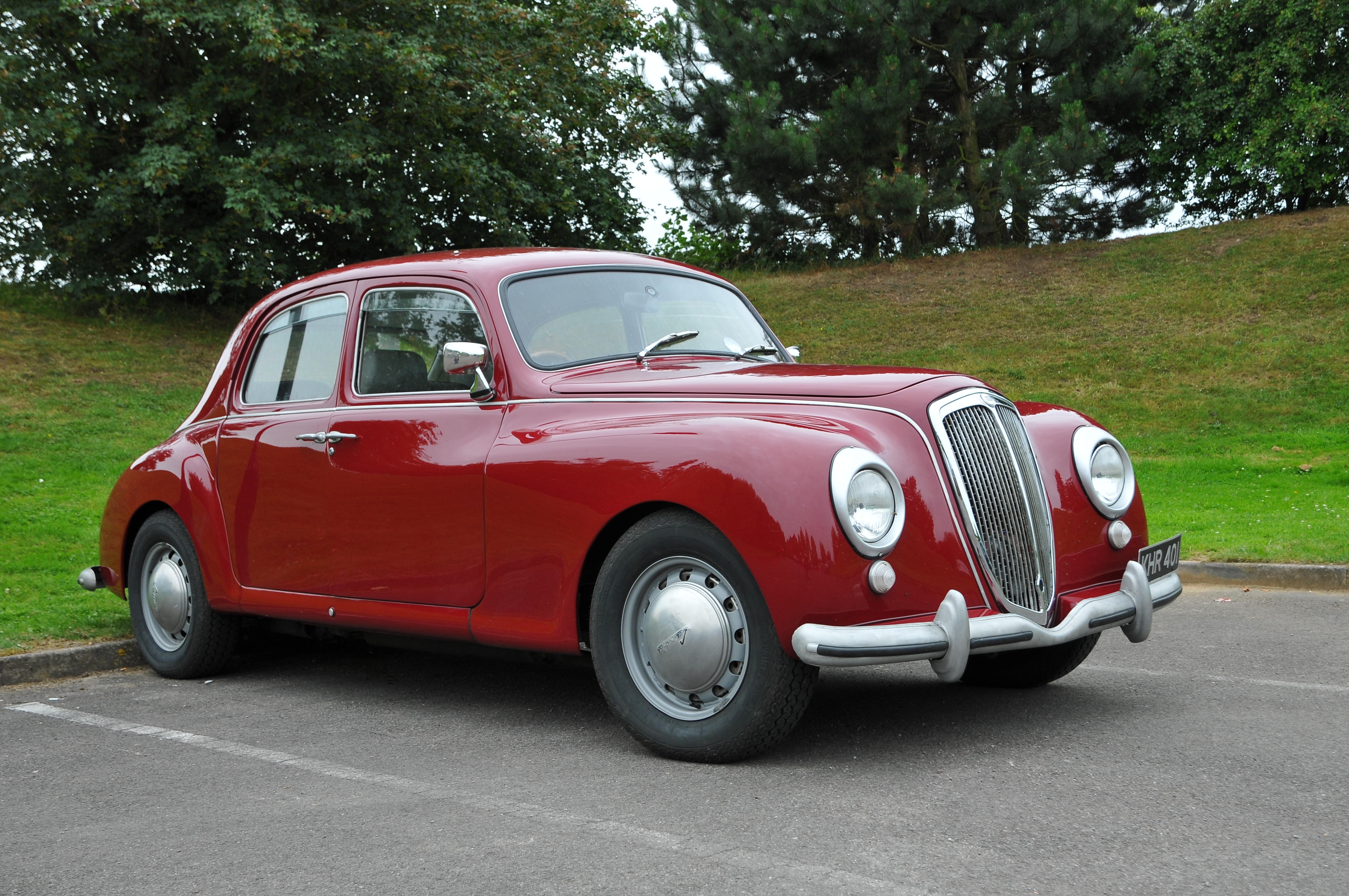
B10 berline
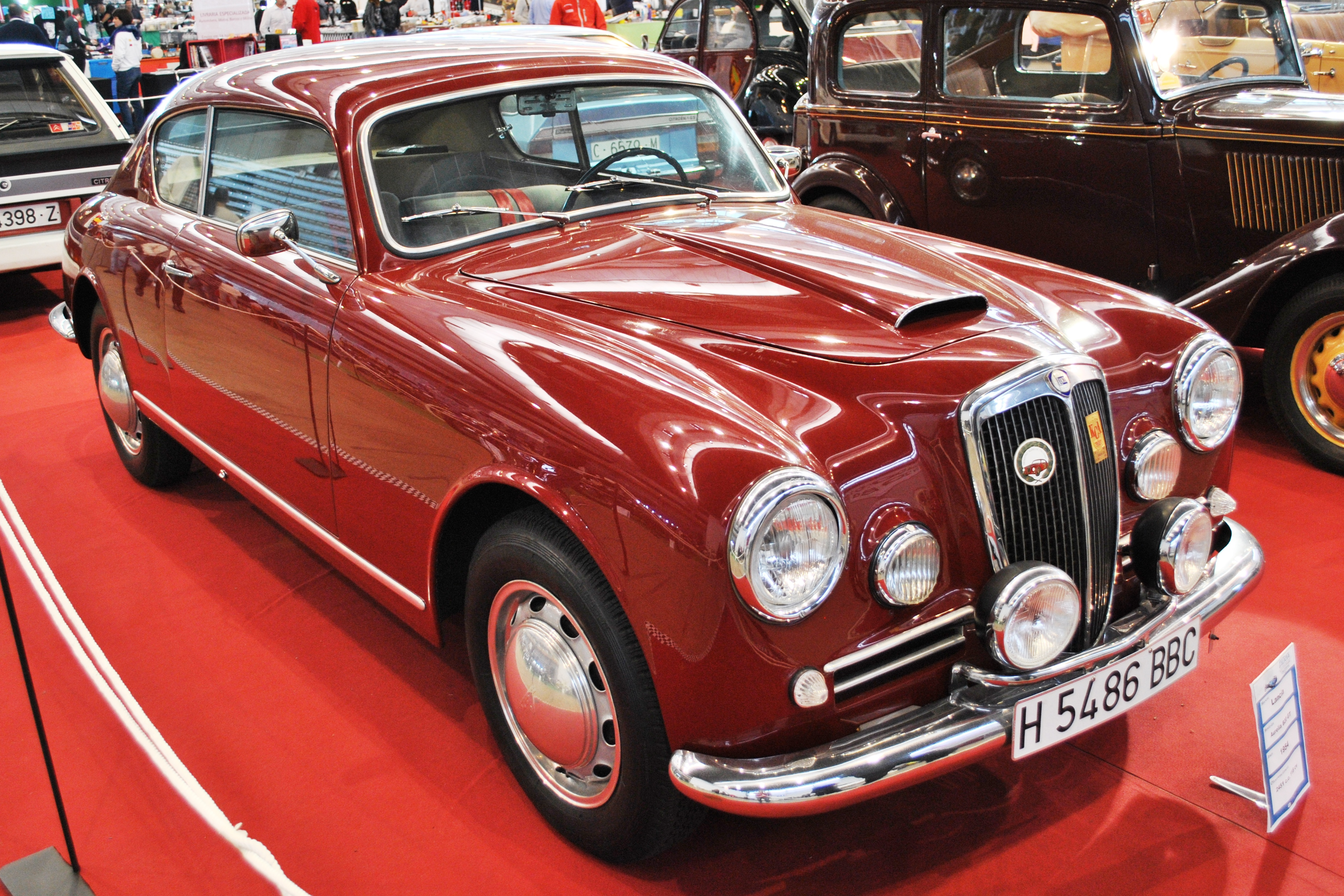
B20 GT 2500
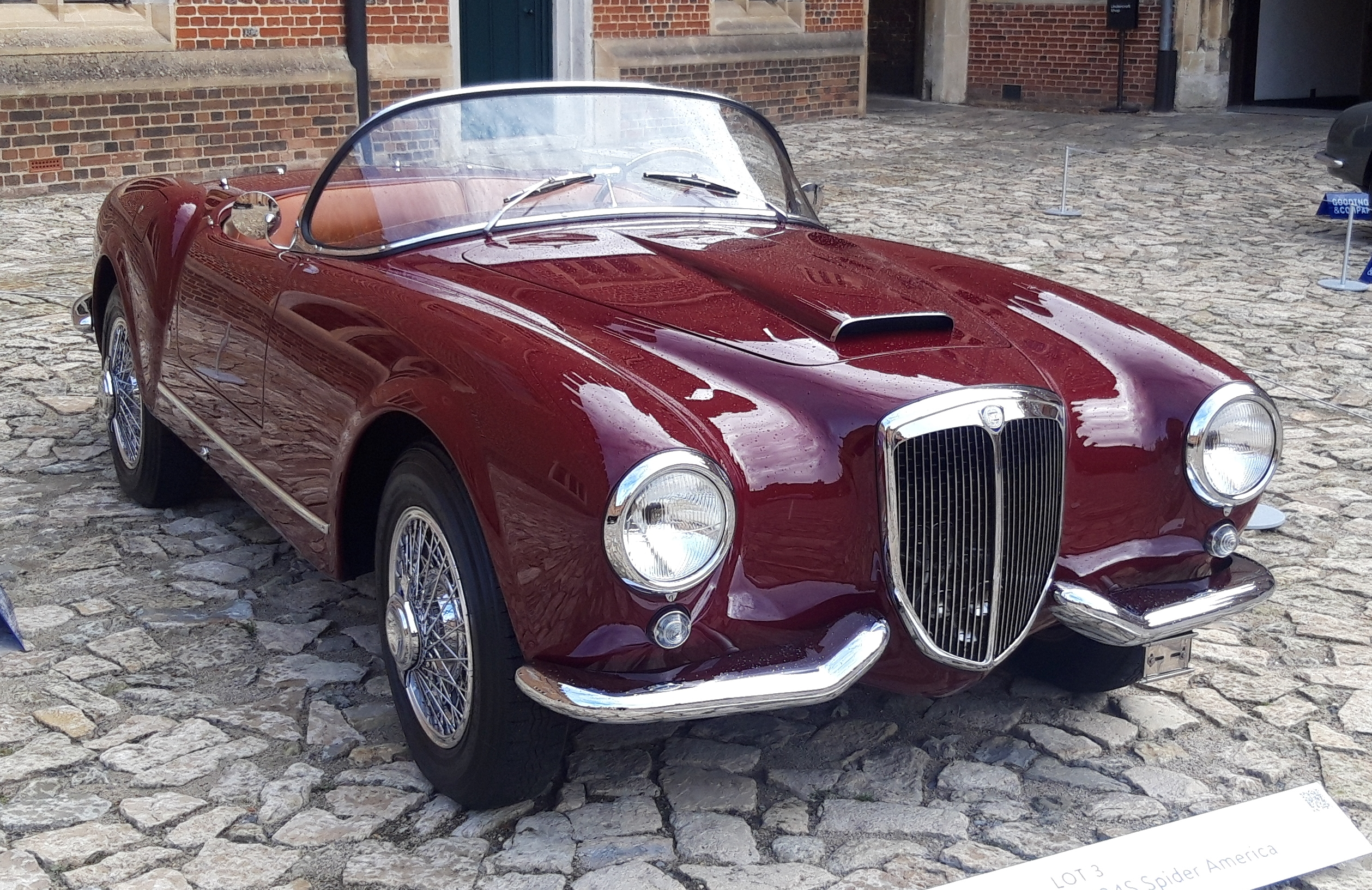
B24S Spider America (1955)

Son nom est inspiré de la Via Aurelia, voie romaine reliant Rome et la Côte d'Azur en France.
Pour succéder à ses premiers moteurs V4 Lancia (en) de 1922, la première version B10 est une berline quatre portes et cinq ou six places, motorisée par le premier moteur V6 de série du monde, ouvert à 60°, entièrement en aluminium, alésage de 70 mm, course de 76 mm, cylindrée de 1 755 cm3 (1,8 à 2,5 L) pour une puissance de 56 ch à 4 400 tr/min. La version cabriolet B50 est dessinée et réalisée par le designer Pininfarina.

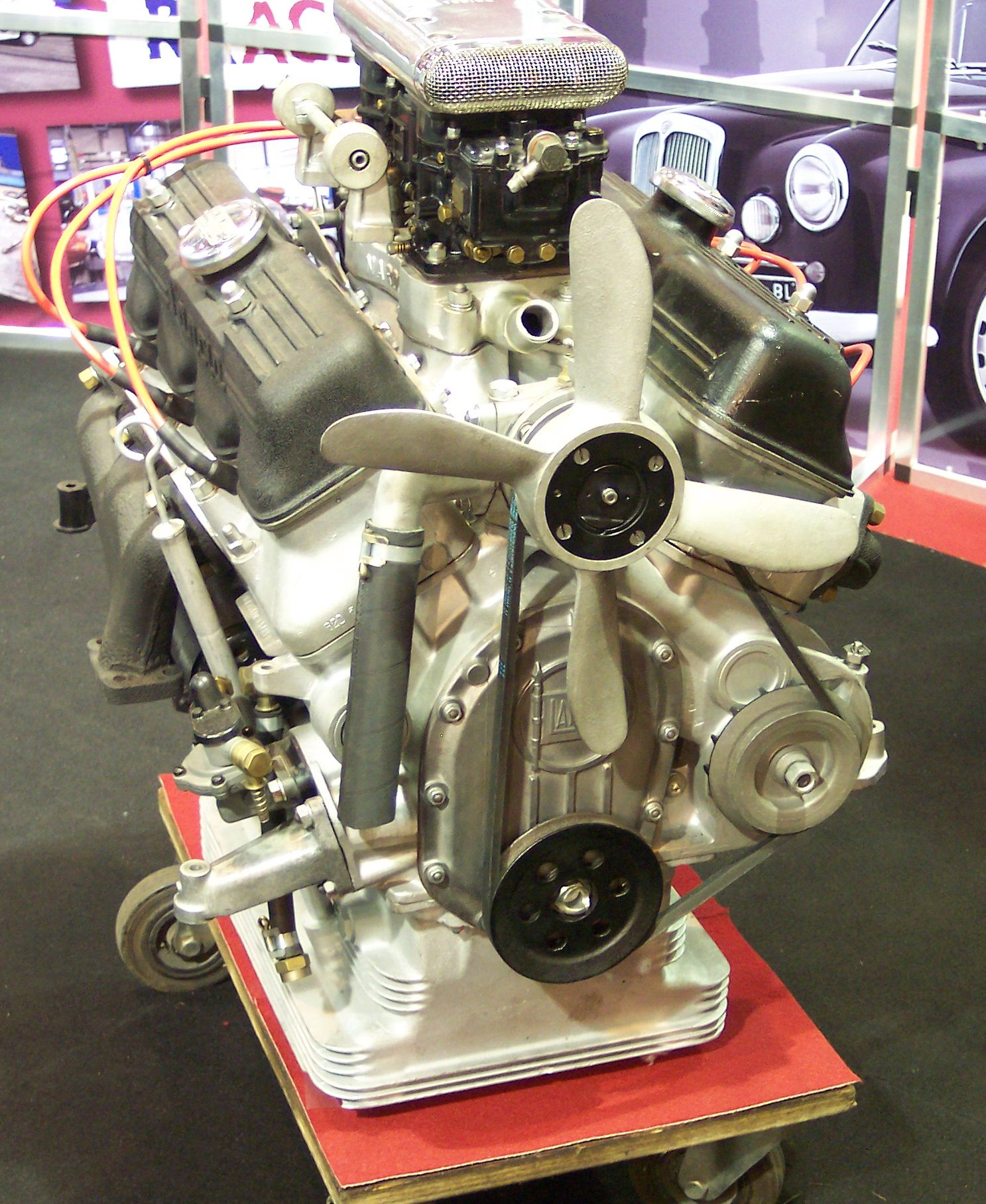
Premier moteur V6 de série de l'histoire de l'automobile

La Lancia Aurelia est considérée comme un chef-d'œuvre automobile mythique des années 1950. Remplaçante des Lancia Aprilia de 1937, elle concurrence directement, par son luxe et son confort, entre autres les moteurs 4 et 6 cylindres en ligne de Mercedes-Benz 300 SL, Alfa Romeo 1900, Maserati A6, Aston Martin DB2, Jaguar XK120, Austin-Healey 100, Porsche 356, Chevrolet Corvette C1, Nash-Healey, Kaiser Darrin, ou Alpine A106 de l'époque. Elle inspire les études de Lancia Florida I et II de 1955.

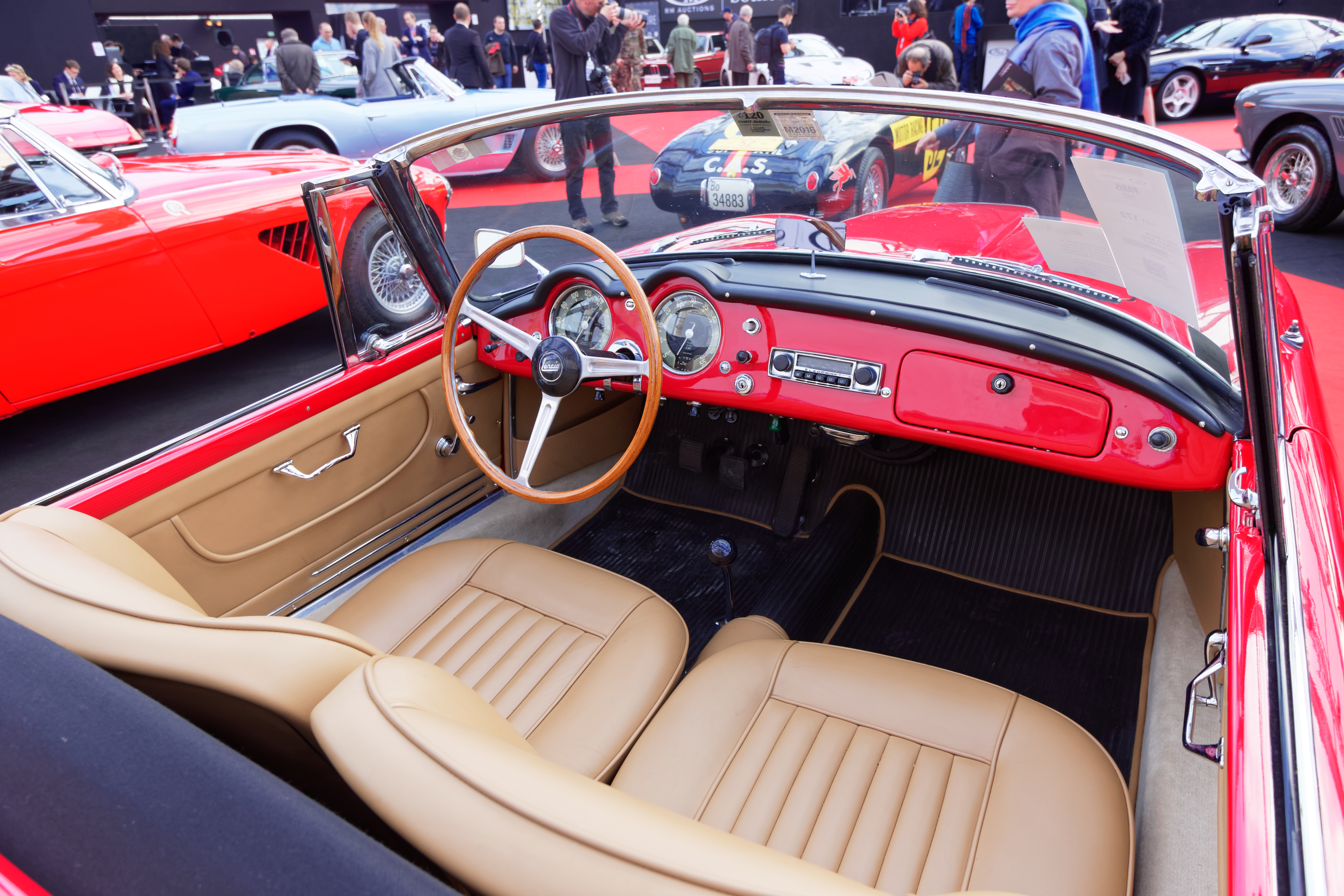

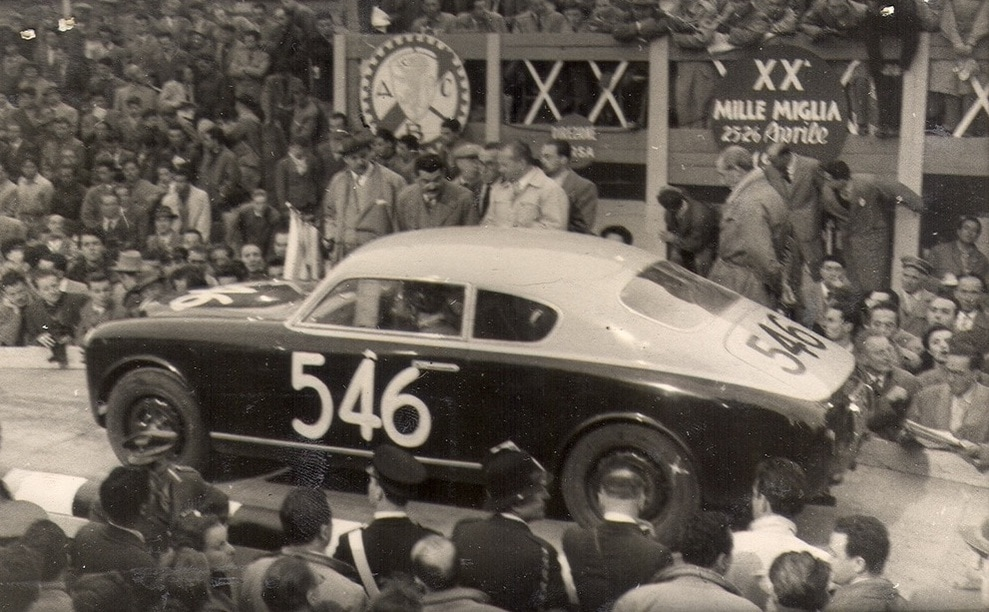
B20 n°546 des Mille Miglia 1953

Après avoir intégré la Scuderia Lancia à la Scuderia Ferrari en 1955, et remporté le Championnat du monde de Formule 1 1956 avec Juan Manuel Fangio, sur Ferrari D50, Enzo Ferrari recrute Vittorio Jano pour concevoir son moteur V6 Dino-Ferrari emblématique de 1965, en particulier de ses Dino 206 GT, Dino 246 GT/GTS, et de Formule 1 Ferrari Dino 196 S et Ferrari 156 Scuderia Ferrari, repris par les Lancia Stratos de 1973 (autre modèle sportif mythique de la marque Lancia, multiple champion du monde de rallye).

## Compétition automobile
Gianni Lancia (en) fonde officiellement la Scuderia Lancia en 1952, avec cette Lancia Aurelia, premier modèle de la marque à obtenir d'importants et nombreux succès sportifs internationaux, après les résultats prometteurs des Lancia Aprilia cependant gâchés par les années de Seconde Guerre mondiale. Les qualités de la voiture se vérifient dès ses premières participations, avec la très placide version B10 (au moteur de 1 755 cm3), mais le succès ne devient éclatant qu'en 1951, avec la version B20 Coupé 2 litres. Dès lors s'enchaînent les succès des B21 et, en 1953, des versions B20 à moteur 2,5 litres, suivies des versions compétition Lancia D20 (it), Lancia D23 (it), et Lancia D24 (it), à moteurs de 2,7 et 3 L de cylindrée et carrosseries Pininfarina. 

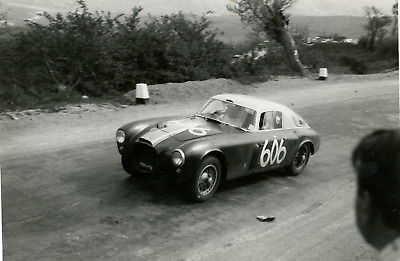
Lancia D20 (it) aux Mille Miglia 1953
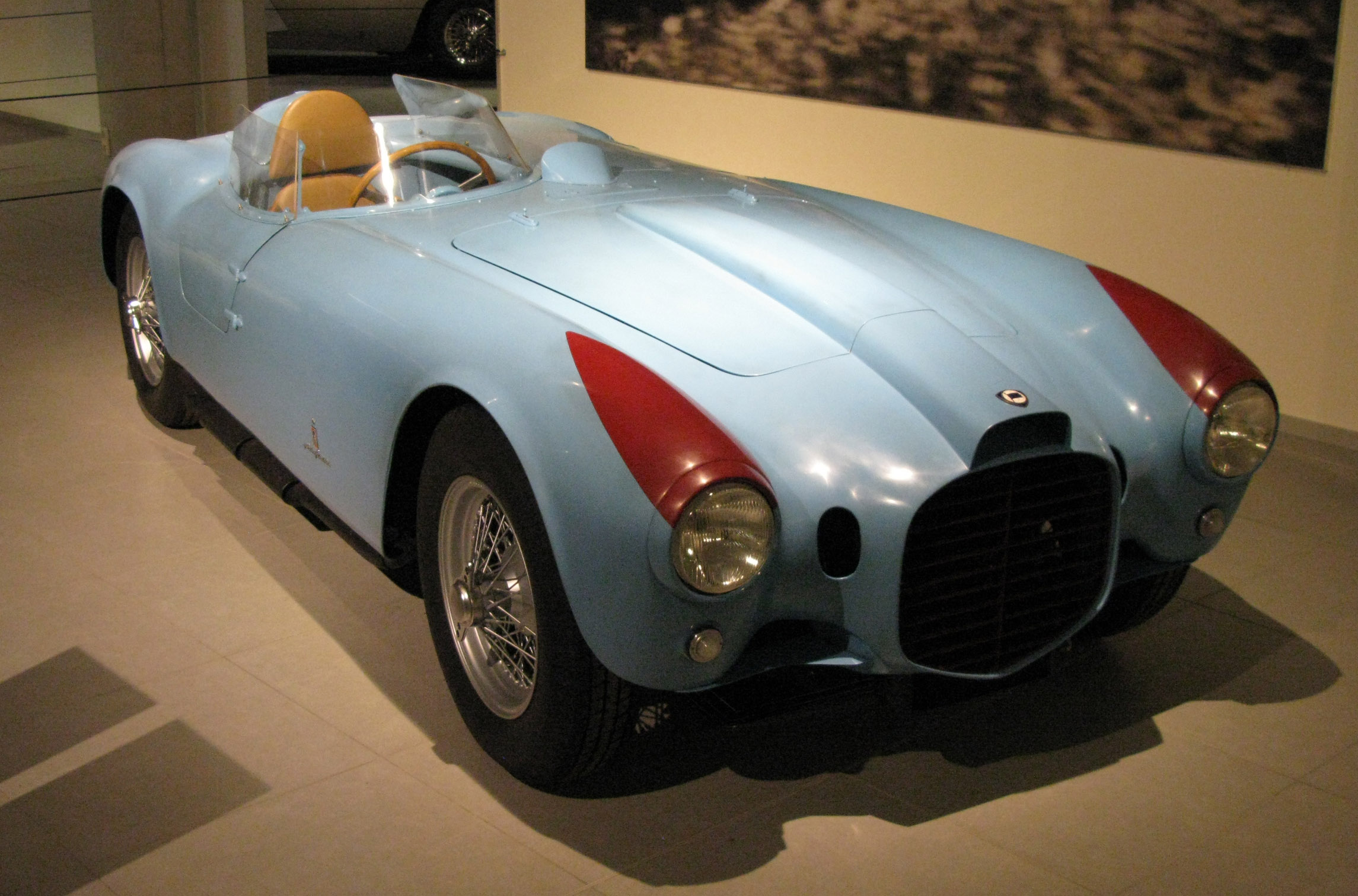
Lancia D23 (it) (1953)
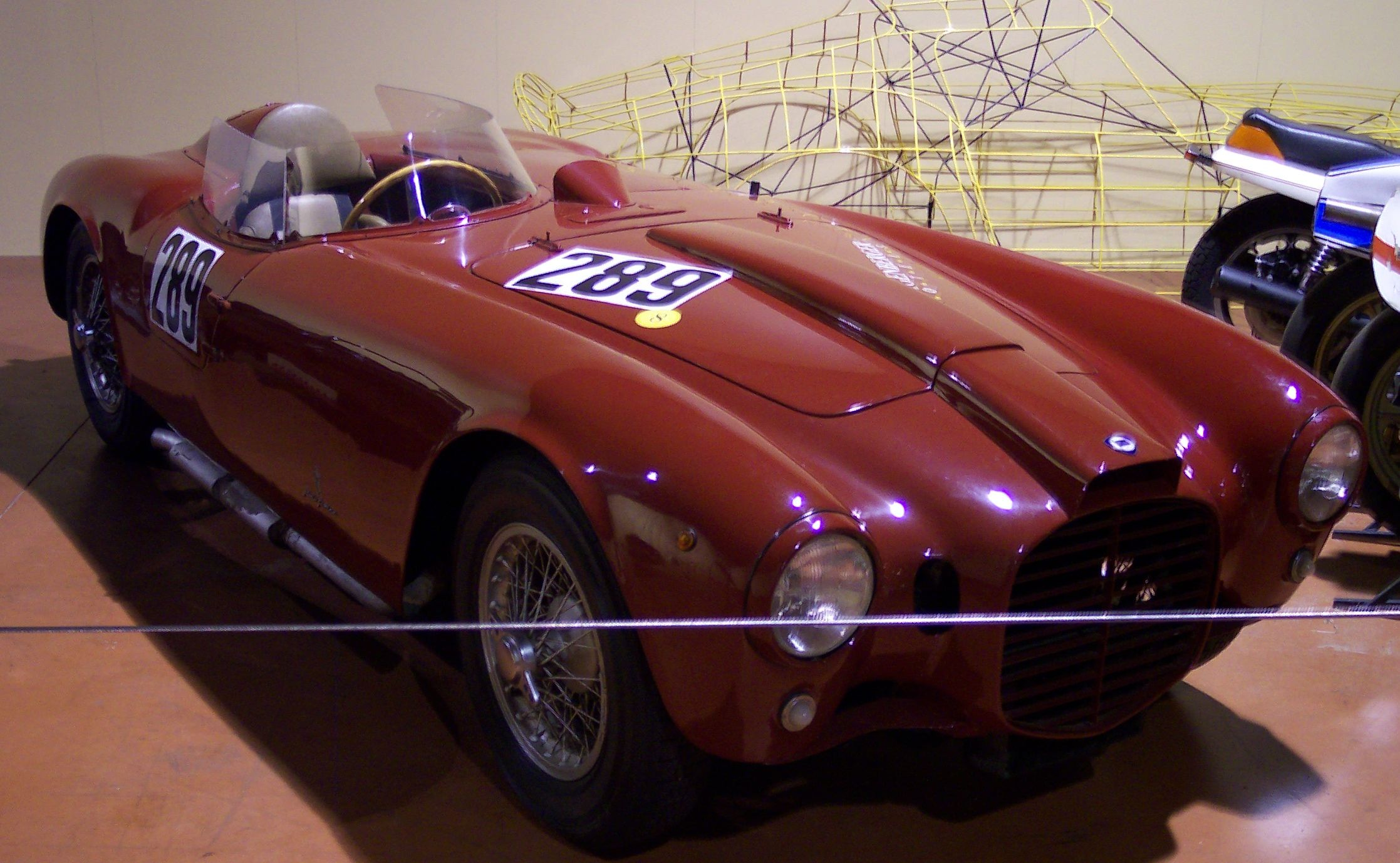
Lancia D23 (it) Spyder, 2e du Grand Prix de Monza 1953
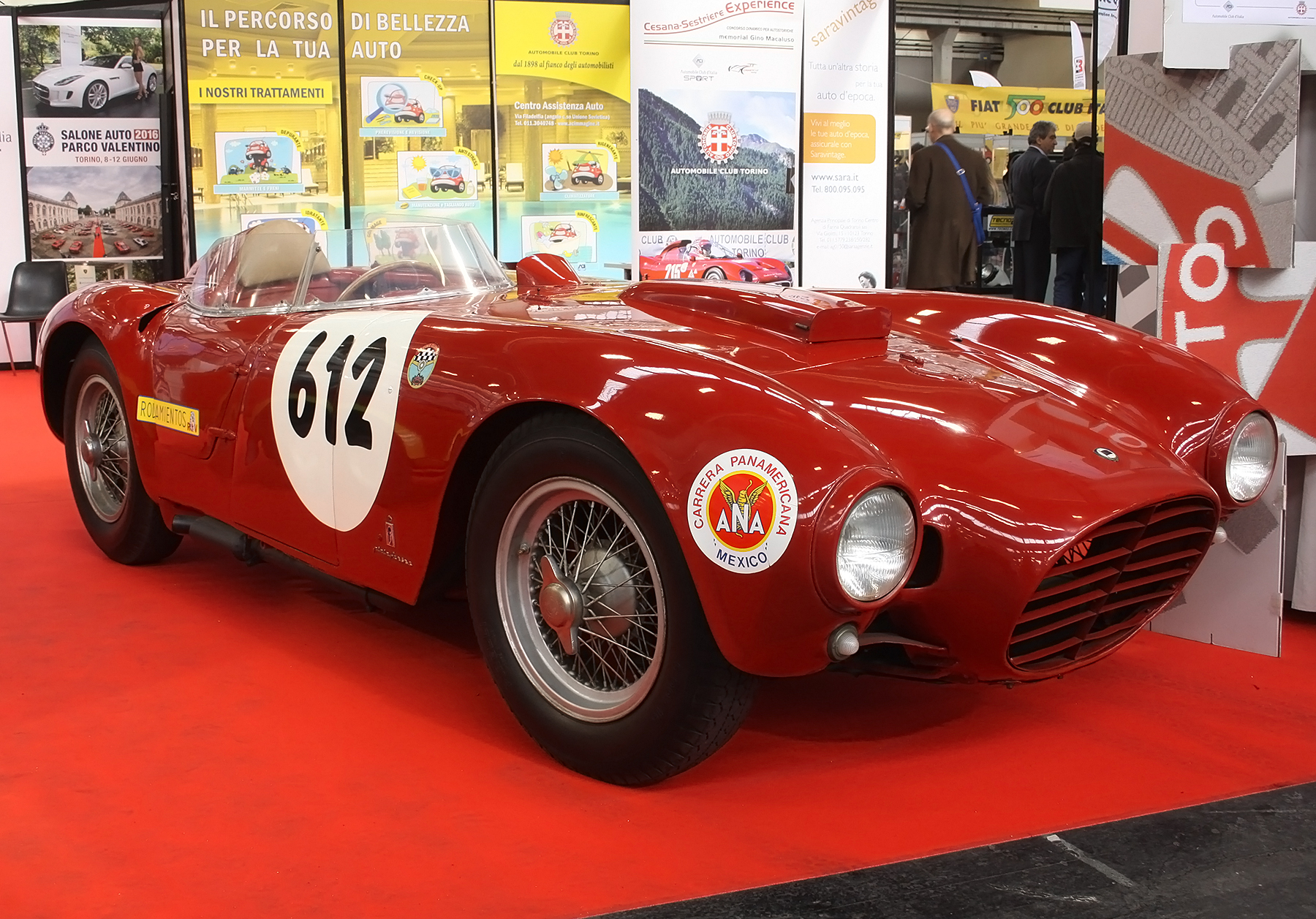
Lancia D24 (it), victorieuse de la Carrera Panamericana 1953

### Palmarès, victoires notoires

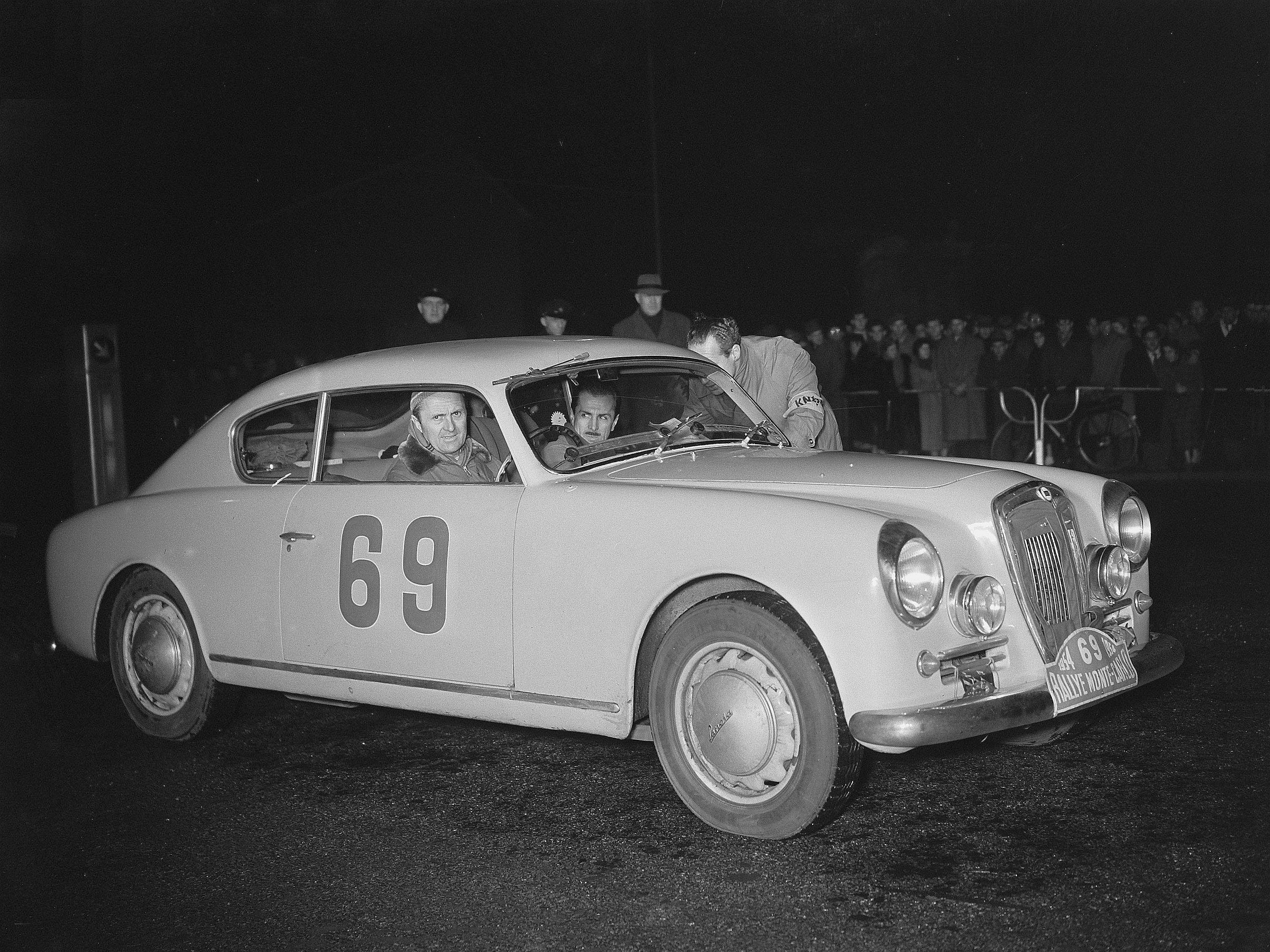
Louis Chiron et Ciro Basadonna vainqueurs du rallye Monte-Carlo 1954 sur la Lancia Aurélia B24 GT 2500 spider n°69 (ici, lors du passage de ralliement par Amsterdam).

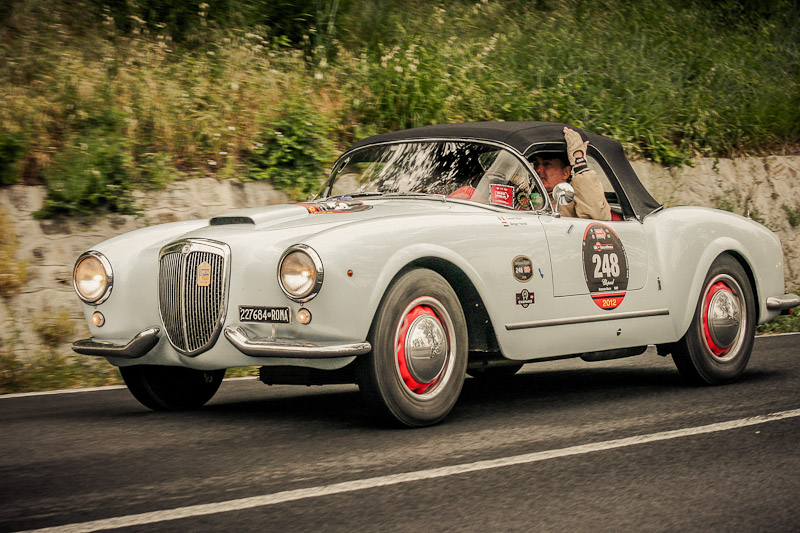
Mille Miglia Storica (2012)

La Lancia Aurelia domine quasiment sans partage le monde transalpin des courses sur route durant la première moitié des années 1950, dès 1951.
- (it) Palmarès détaillé annuellement de l'Aurelia entre 1950 et 1960.

- Rallye de Sestrières 1951[10], 1952 et 1955;
- Coupe d'Or des Dolomites 1951;
- Rallye Internazionali delle Alpi 1951 (ex æquo);
- 6 Ore di Pescara 1951;
- Coppa delle Alpi Austriache 1952;
- Targa Florio 1952 (triplé);
- Coppa della Toscana 1953;
- Giro delle Calabrie 1953;
- Liège-Rome-Liège 1953 (1re épreuve du Championnat d'Europe des rallyes);
- Stella Alpina 1953 (Salvatore Ammendola, seul triple vainqueur de l'épreuve -1950, 1951 et 1953-, avec trois marques différentes)[11];
- Rallye automobile Monte-Carlo 1954 (Louis Chiron, copilote Basadonna);
- Rallye de l'Acropole 1958 (Luigi Villoresi, copilote Basadonna);
  - (nb: 2e des Mille Miglia 1951 -et 3e en 1952-, 4e de la Carrera Panamericana 1952 et 6e des 24 Heures du Mans 1952);
- Rallye Sanremo Historique 1989.

### Lancia-Ferrari D50 Formule 1

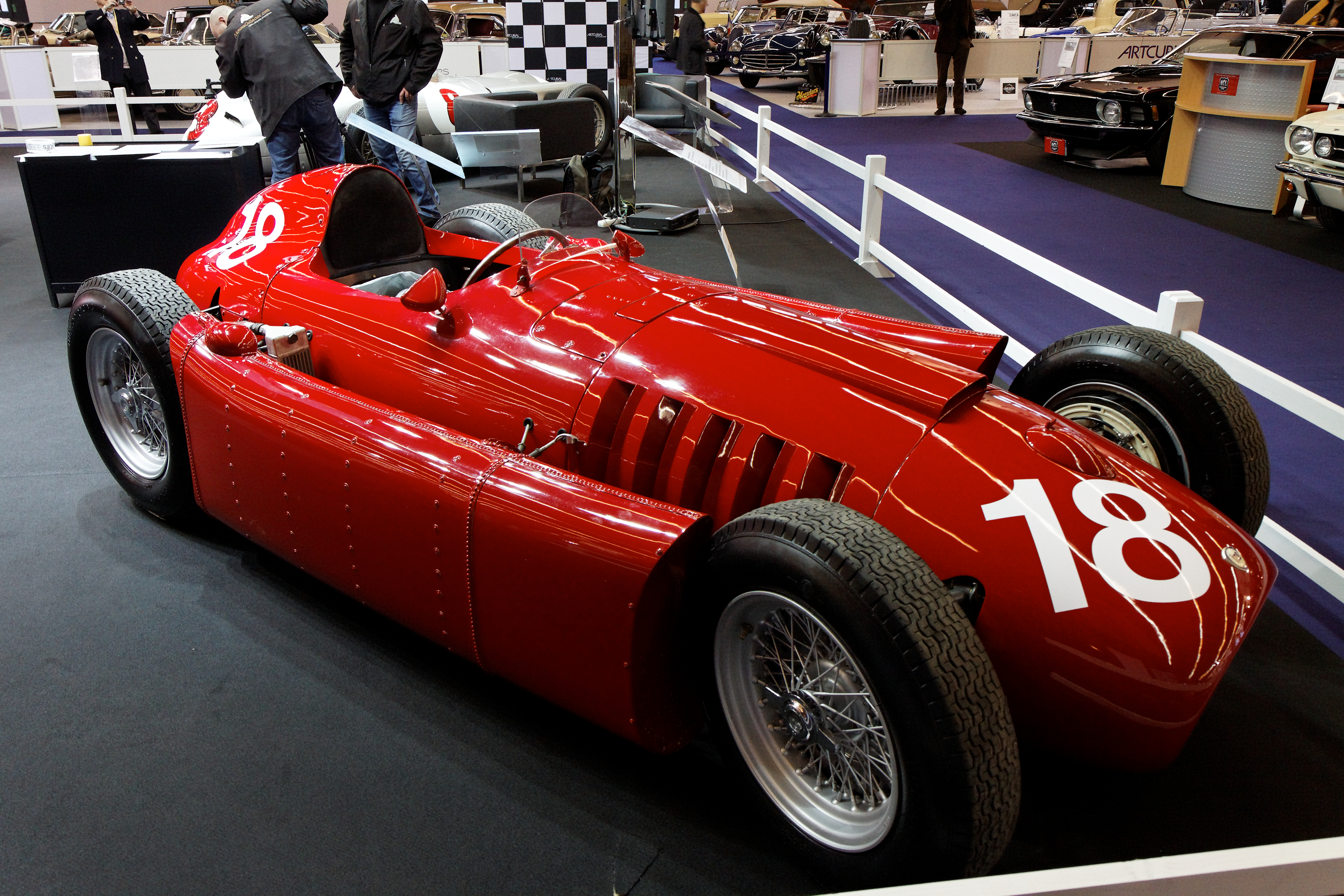
Lancia D50 (ou Ferrari D50), championne du monde de Formule 1 1956 avec la Scuderia Ferrari et Juan Manuel Fangio

En 1954 la Scuderia Lancia présente la Lancia D50 (ou Ferrari D50), monoplace de Formule 1, dérivée de la berline Aurelia, pour contrer la domination des Flèches d'Argent Mercedes de l'époque.
Équipée d'un moteur V8 2 500 cm3 de 253 ch, elle est pilotée par Alberto Ascari au Grand Prix automobile d'Espagne en octobre 1954. Après un départ en pole position, il s'adjuge le record du tour mais est contraint à l'abandon à la suite d'un incident de course. Au volant de cette monoplace, il remporte les GP de Turin et GP de Naples, mais pour une raison inconnue, sa voiture sort de la piste et tombe dans la mer au Grand Prix automobile de Monaco du 22 mai 1955. Lancia, alors en faillite, suspend toute participation en Formule 1 et cède ses moteurs à la Scuderia Ferrari qui remporte le Championnat du monde de Formule 1 1956 avec Juan Manuel Fangio, sur Ferrari D50.

## Caractéristiques
- B10 : berline 4 portes type B10 - C180
  - Longueur : 4,418 m
  - Largeur : 1,534 m
  - Hauteur : 1,50 m
  - Empattement : 2,85 m
  - Poids : 1 080 kg
  - Cylindrée : 1 754 cm3
  - Puissance : 56 ch

- B12 : berline 4 portes type B10 - C180
  - Longueur : 4,48 m
  - Largeur : 1,56 m
  - Hauteur : 1,50 m
  - Empattement : 2,85 m
  - Poids : 1 080 kg
  - Cylindrée : 2 266 cm3
  - Puissance : 87 ch

- B20 : coupé 2 portes type B20 - C180A
  - Longueur : 4,29 m
  - Largeur : 1,55 m
  - Hauteur : 1,36 m
  - Empattement : 2,65 m
  - Poids : 1 050 kg
  - Cylindrée : 1 991 cm3
  - Puissance : 75 ch

Quelques séries spéciales
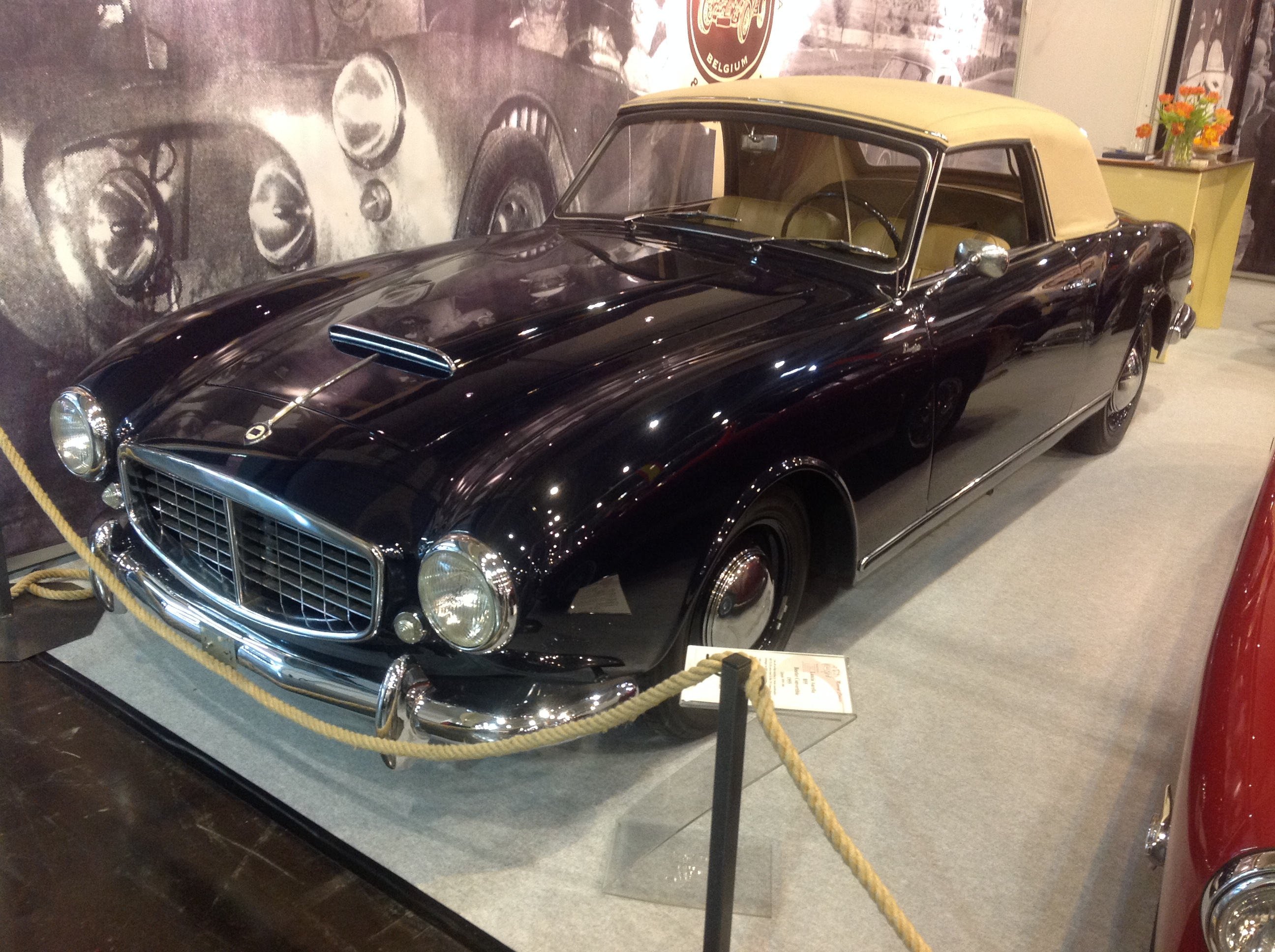
B55 Cabriolet Beutler
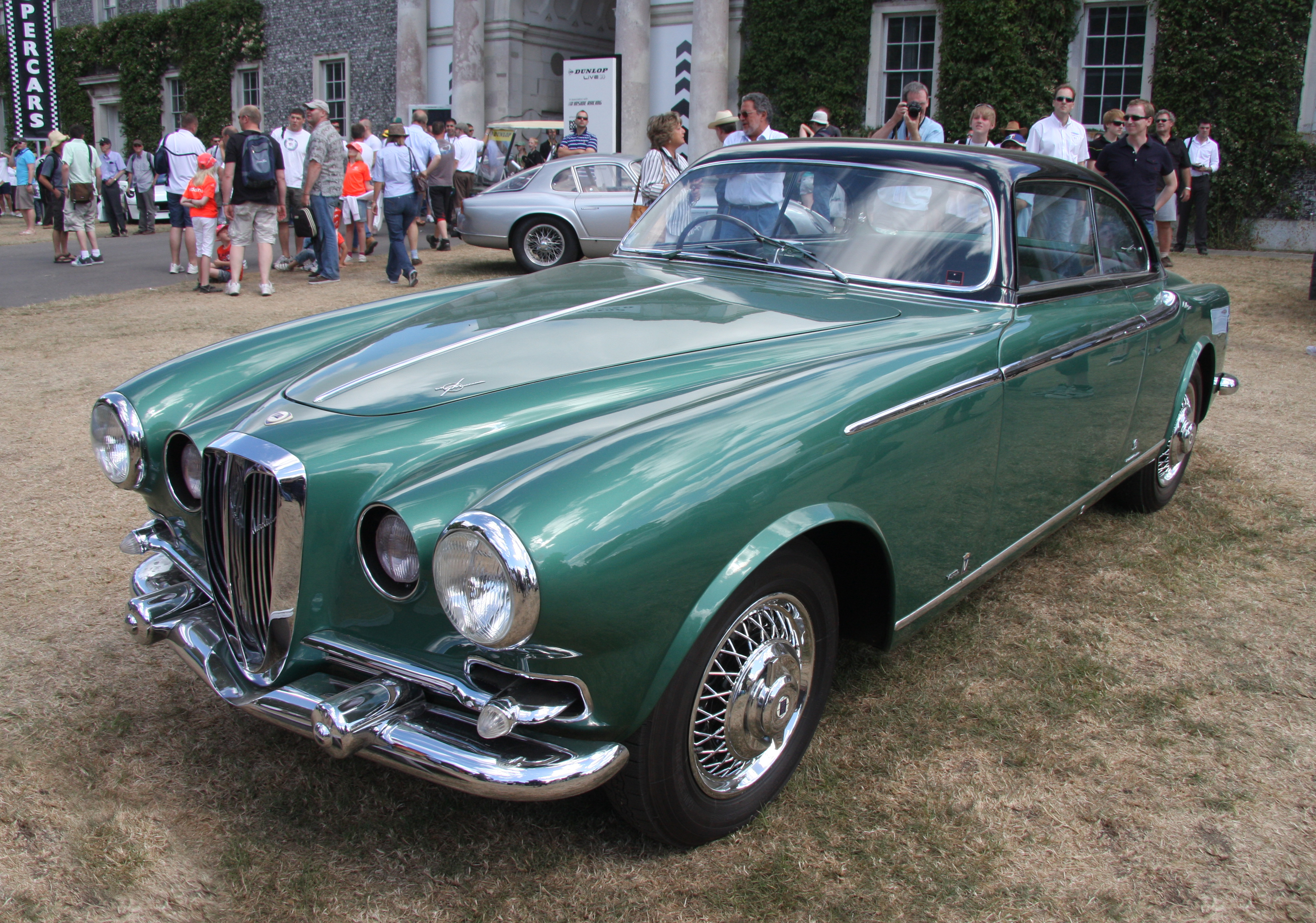
B52 2000 Vignale-Michelotti (1952)
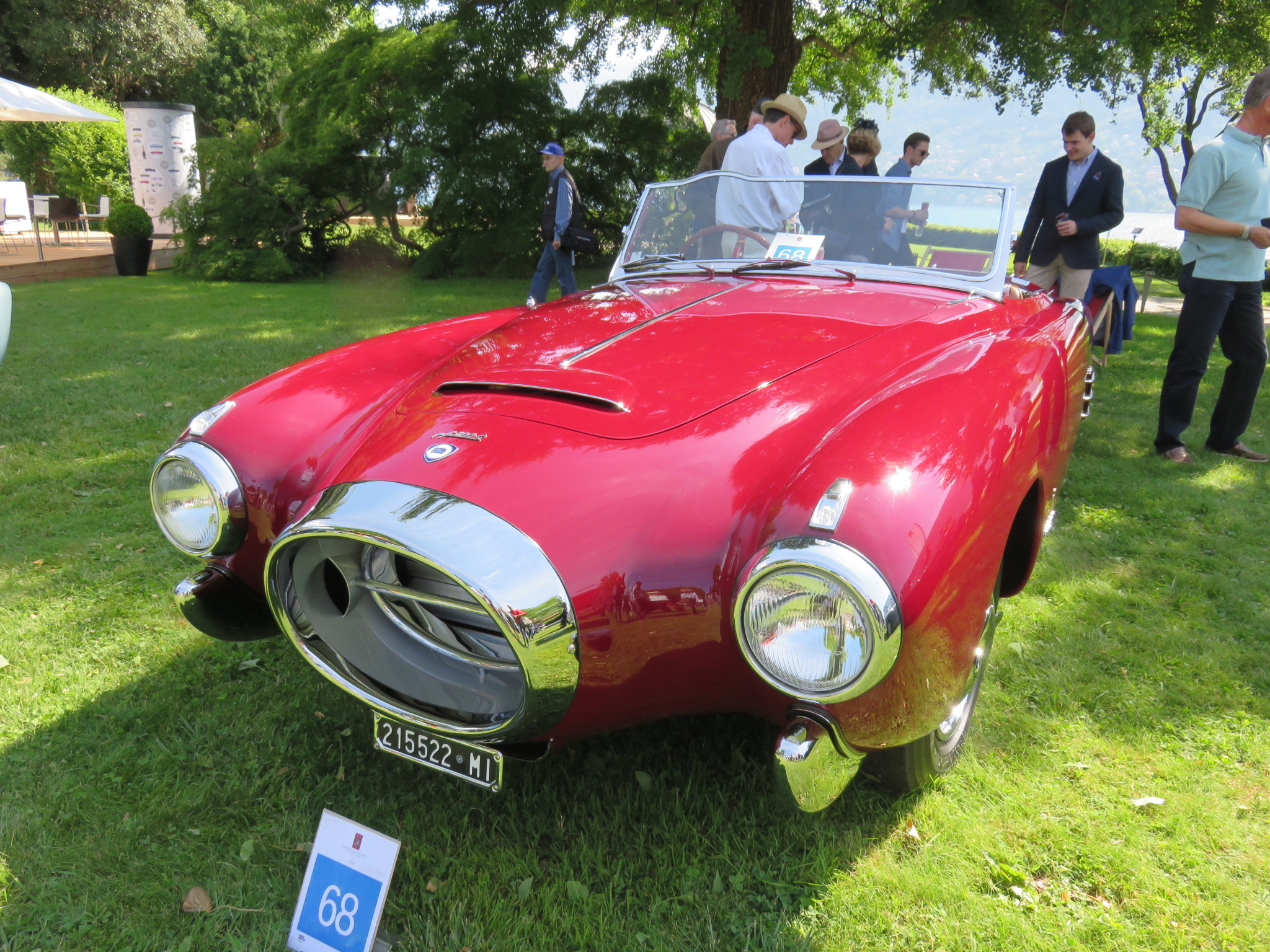
B52 PF200 spider Pininfarina (1953) au concours d'élégance Villa d'Este
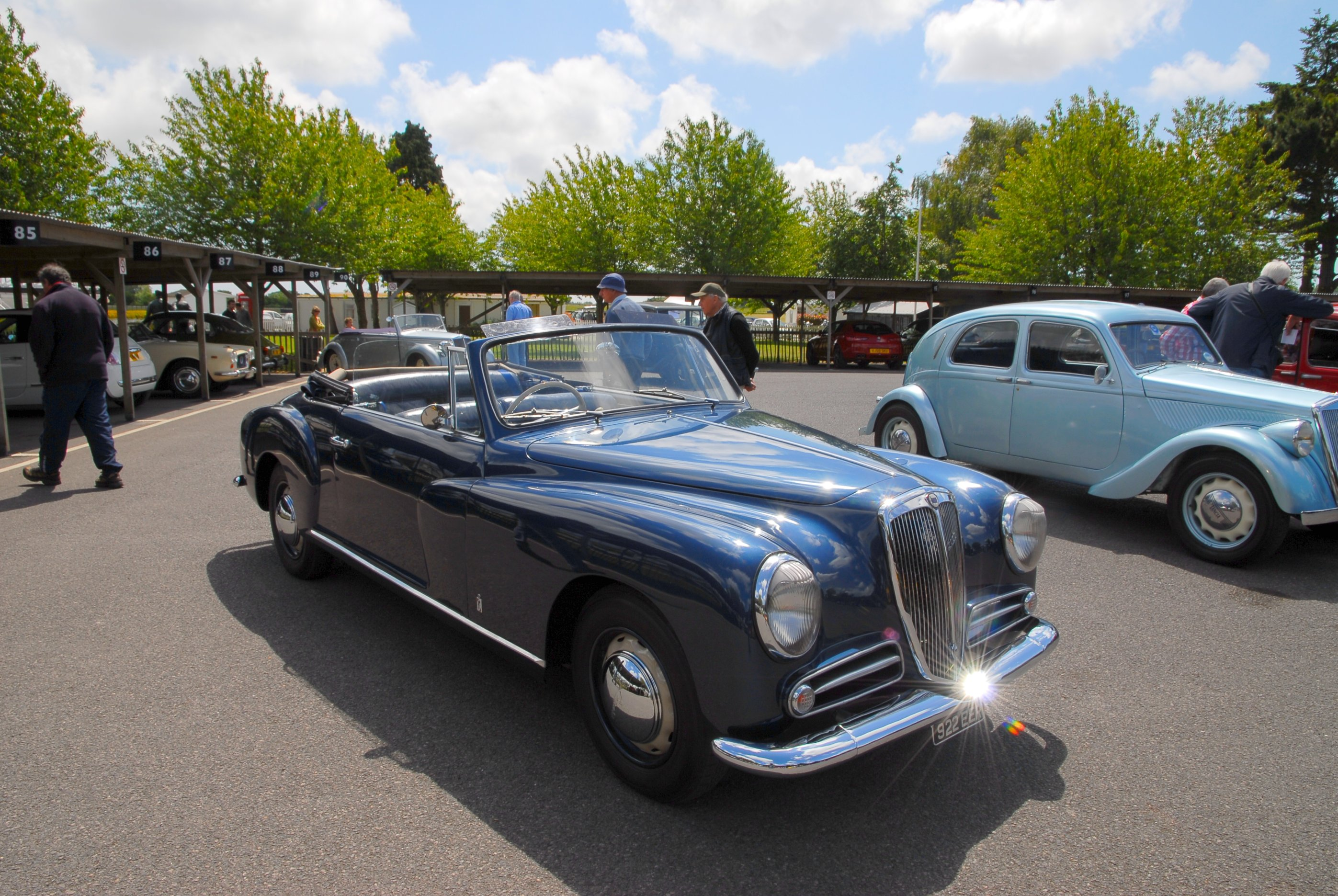
B50 Cabriolet Pininfarina
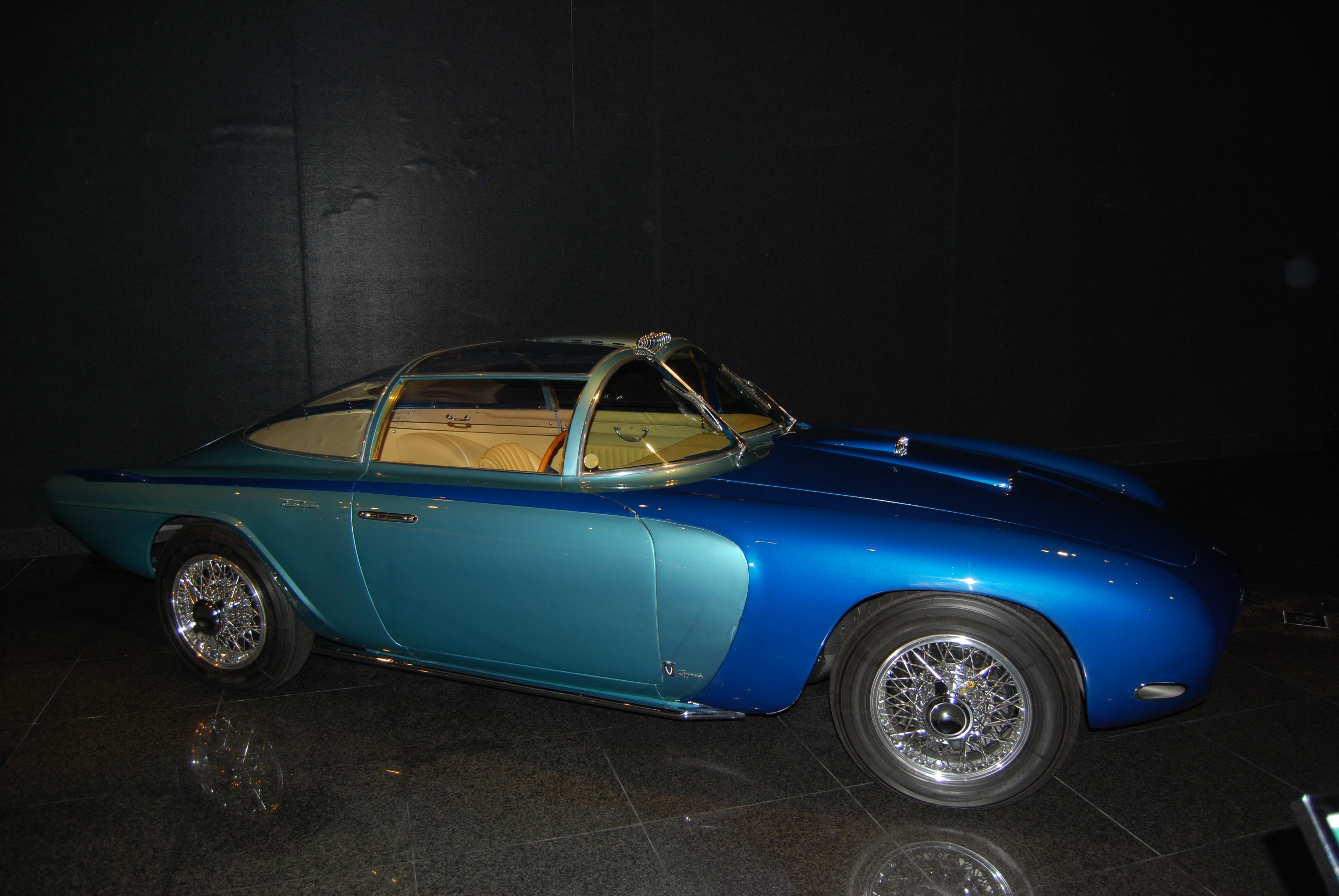
B20 Nardi Vignale-Michelotti (1955)

## Production

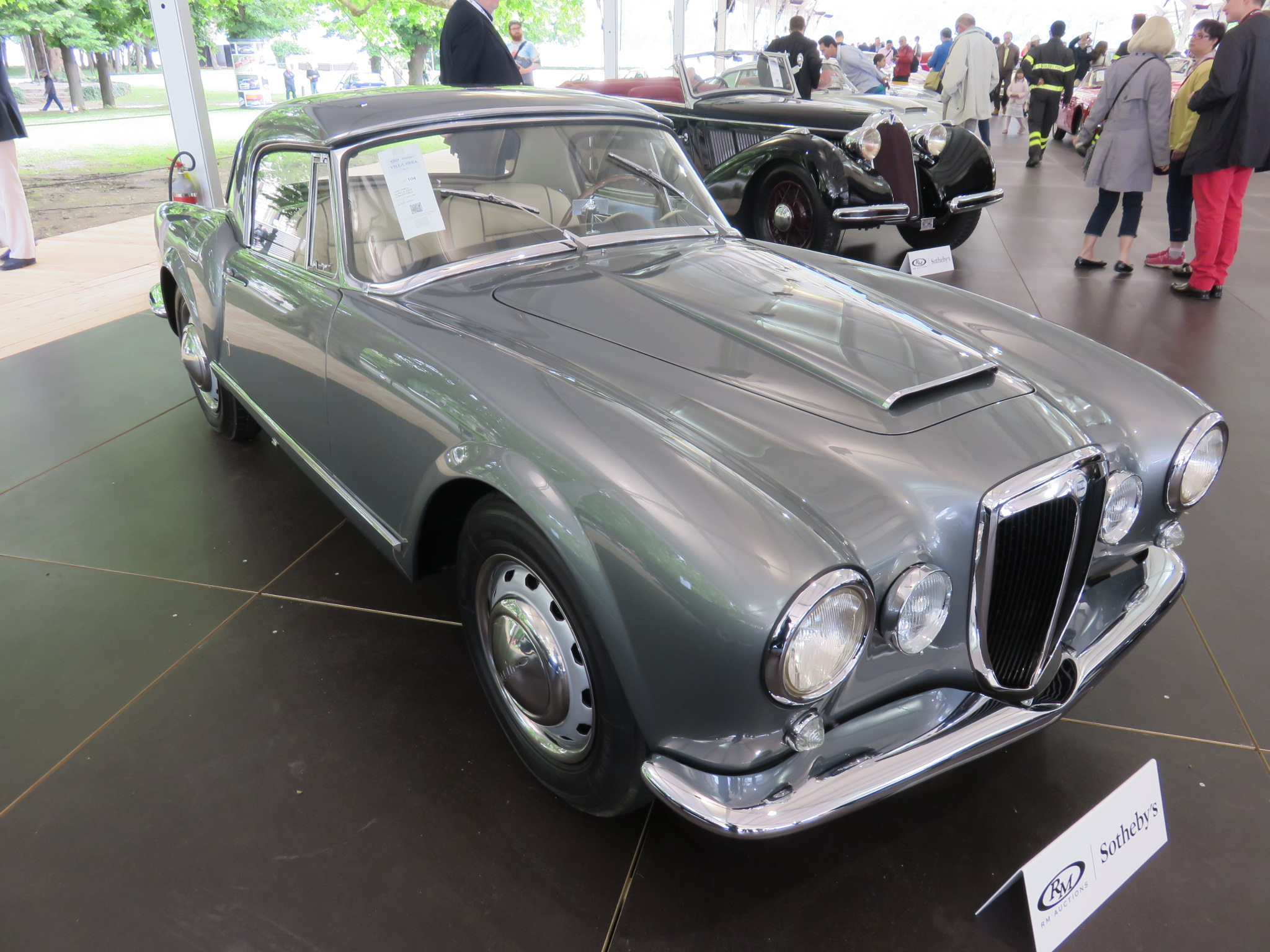
B24 S avec hard top (1958) estimée 270 à 320000 € au concours d'élégance Villa d'Este 2015

| Première et seconde série, dates de commercialisation : - B10 (1 755 cm3) : mai 1950 à mars 1954, berline, - B20 (1 991 cm3) : avril 1951 à avril 1953, coupé, - B20 (2 451 cm3) : avril 1953 à avril 1958, coupé, - B21 (1 991 cm3) : avril 1951 à mars 1954, berline, - B15 (1 991 cm3) : avril 1952 à juin 1953 limousine 7 places, - B22 (1 991 cm3) : octobre 1952 à décembre 1956, coupé, - B12 (2 266 cm3) : avril 1954 à avril 1957, berline, - B24 (2 451 cm3) : avril 1954 à avril 1958, spider. | Production totale 18 419 exemplaires : - 1950 : 1 296 - 1951 : 4 723 - 1952 : 4 714 - 1953 : 2 373 - 1954 : 1 569 - 1955 : 2 047 - 1956 : 376 - 1957 : 596 - 1958 : 507 |

## Cinéma et bande dessinée

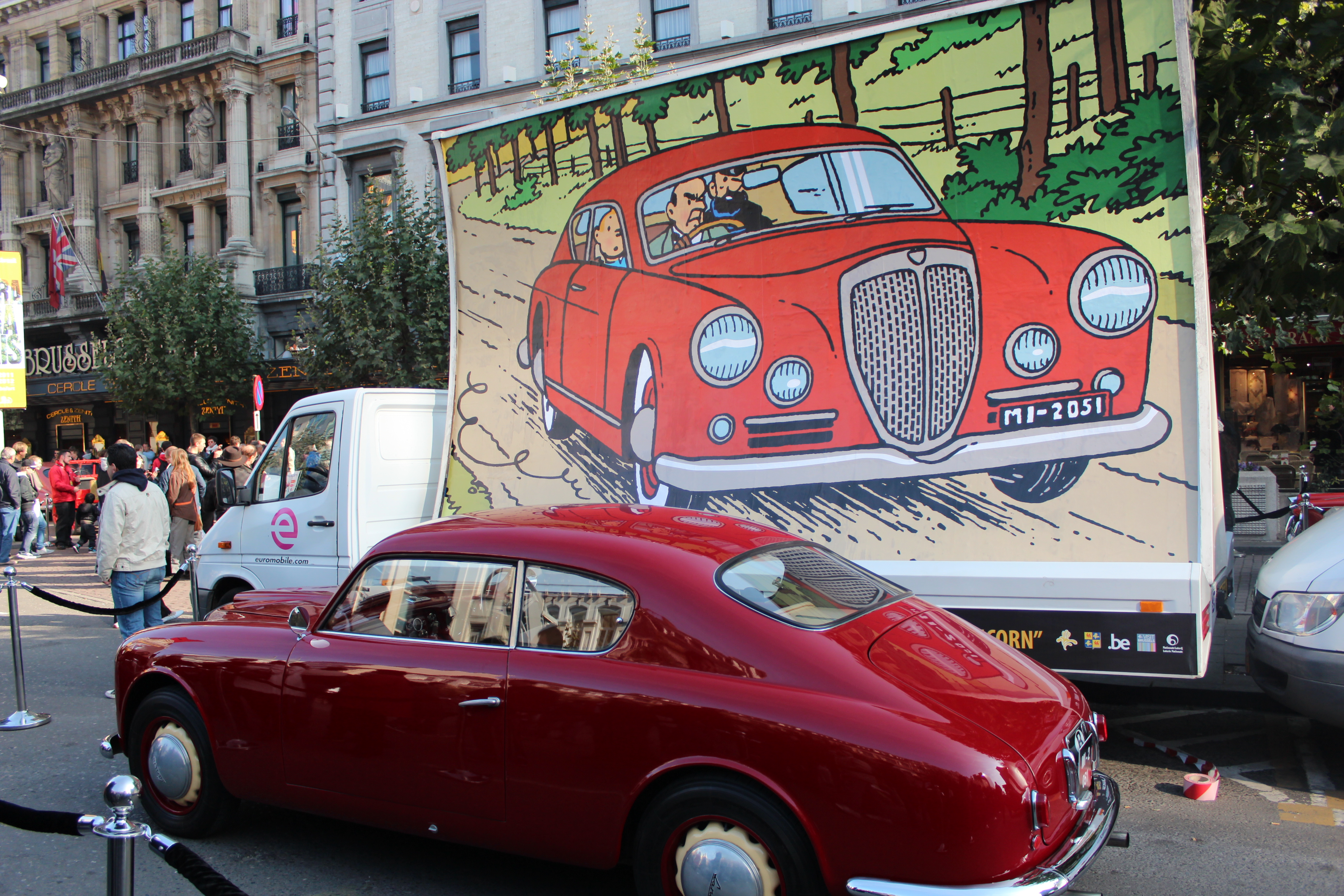
Lancia Aurelia B20 GT rouge de L'Affaire Tournesol, Les Aventures de Tintin, d'Hergé (1956)

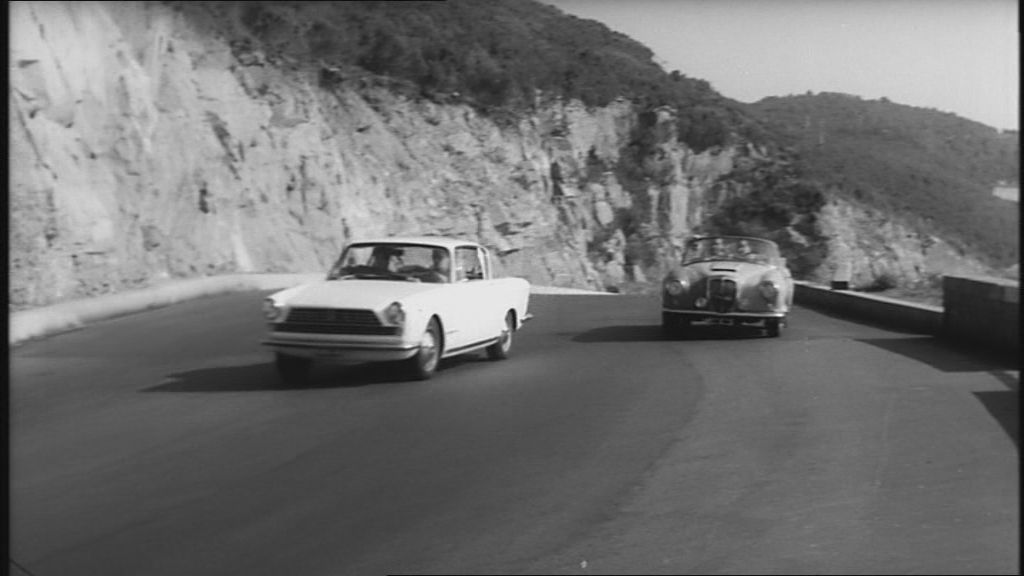
B24 du road movie culte Le Fanfaron de Dino Risi, en 1962.

- 1956 : L'Affaire Tournesol, Les Aventures de Tintin, d'Hergé, Lancia Aurelia B20 GT rouge inspirée de celle de l'auteur[12].
- 1956 : Et Dieu… créa la femme, de Roger Vadim, avec Brigitte Bardot et Jean-Louis Trintignant, Aurelia Spider B24S America[13].
- 1962 : Le Fanfaron, de Dino Risi, avec Jean-Louis Trintignant, Lancia Aurelia B24 spider GT 2500 cabriolet[14],[15]
- 1978 : Primo Amore, de Dino Risi, avec Ugo Tognazzi et Ornella Muti, Lancia Aurelia B24S Cabriolet GT 2500[16].

Elle apparaît au cinéma en 1956 dans le film culte des années 1950 Et Dieu… créa la femme de Roger Vadim, aux mains du milliardaire interprété par Curd Jürgens qui tente de séduire Brigitte Bardot en vain, avec une Lancia Aurelia B24 cabriolet à Saint-Tropez.
Une B24 spider cabriolet est utilisée pour le road movie culte du cinéma italien des années 1960, Le Fanfaron de Dino Risi en 1962.
Le même modèle, en état de décrépitude avancée, figure dans le film italien de Dino Risi Primo Amore avec en vedette Ugo Tognazzi et la toute jeune Ornella Muti.
Le dessinateur de bande dessinée Hergé s'inspire de sa propre Aurélia B20 Coupé, pour la dessiner dans L'Affaire Tournesol (Les Aventures de Tintin) : Cartoffoli di Milano, Arturo Benedetto Giovanni Giuseppe Pietro Archangelo Alfredo, stéréotype caricatural du chauffard italien, renverse le Capitaine Haddock au volant de sa B20 coupé sport, puis se lance avec Haddock et Tintin à la poursuite des kidnappeurs de Tournesol, qu'il rattrape et coince grâce à une « savantissime queue de sardine » après avoir semé la panique dans le marché dominical du village frontalier de Cervens, en proclamant fièrement que les conducteurs italiens sont les meilleurs du monde.